# Wassili Afanassjewitsch Chomenko
Wassili Afanassjewitsch Chomenko (russisch Василий Афанасьевич Хоменко; * 30. März 1899 im Dorf Petrowskoje, Bezirk Borisoglebsk im Oblast Woronesch; † 9. November 1943 in Welikaja Lepeticha, Oblast Cherson) war ein sowjetischer Armeeführer im Zweiten Weltkrieg und Generalleutnant (18. Mai 1943).

## Leben
Er wurde 1899 in einem Dorf in der Oblast Woronesch in einer ukrainischen Bauernfamilie geboren und absolvierte eine Dorfschule. Von 1914 bis 1918 arbeitete er in der Sormowski-Fabrik als Lehrling bei einem Drechsler und studierte daneben an abendlichen technischen Kursen.

### In der Roten Armee
Im August 1918 meldete er sich freiwillig zur Roten Armee. Er nahm an Kämpfen mit den Weißen Garden an der Südfront und gegen Aufständische in der Region Tambow und in Zentralasien teil. Für seine Leistungen in diesen Kämpfen wurde er mit dem Orden des Roten Sterns der UdSSR und dem Roten Stern der SSR Buchara ausgezeichnet. Während des Russischen Bürgerkriegs diente er als Zugführer, Militärkommissar und Regimentskommandeur und Militärkommissar einer Schützendivision. 1920 absolvierte er Kurse für Militärkommissare. Nach dem Bürgerkrieg kommandierte er ein Regiment im Kampf gegen die Basmatschi in Turkestan. Seit 1924 war er Kommissar des befestigten Raumes und der Festung Kuschka. 1928 absolvierte er weitere Kommandeurskurse an der Frunse-Militärakademie. Seit 1935 diente er bei den NKWD-Grenztruppen als Stabschef der Grenztruppen im Militärbezirk von Leningrad. Er arbeitete dort bis zum Ausbruch des Zweiten Weltkriegs und wurde 1936 zum Oberst, am 10. September 1938 zum Brigadekommandeur und am 4. Juni 1940 zum Generalmajor befördert. Im November 1940 wurde Chomenko zum Chef der NKWD-Grenztruppen der annektierten Moldauischen SSR ernannt, wo er in kurzer Zeit den Schutz der neuen Grenze organisierte. Im selben Jahr wurde er zum Chef der rückwärtigen Gebiete der Ukraine ernannt; seit dem 12. Juni 1941 fungierte er als Stellvertretender Befehlshaber der Streitkräfte des Sondermilitärbezirks Kiew.

### Im Zweiten Weltkrieg
Nach dem Beginn des Zweiten Weltkriegs stand Chomenko in der gleichen Position an der Südwestfront, die auf Grundlage des Besonderen Militärdistrikt Kiew gebildet worden war. Während des deutschen Angriffs auf die Sowjetunion (Juni 1941) organisierte er der die westlichen Grenztruppen der Ukraine und leitete den Abzug der geschlagenen zurückgehenden Truppenmassen. Am 12. Juli 1941 wurde er zum Kommandeur der 30. Armee ernannt, die Ende Juli bei der Westfront etabliert wurde. Unter seinem Kommando nahm die 30. Armee an der Kesselschlacht bei Smolensk, an den Verteidigungskämpfen südwestlich der Stadt Bely und im Raum Rschew an der Kalininer Operation teil. Am 4. Dezember 1941 wurde er zum stellvertretenden Befehlshaber der Truppen der Moskauer Verteidigungszone ernannt. Im August 1942 wurde er kurzfristig Befehlshaber der 24. Armee, dann wurde er als Teil der Transkaukasusfront zum Befehlshaber der neu gebildeten 58. Armee ernannt. In dieser Position führte er die Truppen im Verteidigungsbereich der Stadt Machatschkala. Vom 11. bis 31. August 1942 war er Kommandeur der NKWD-Division Machatschkala, mit welcher er die Aufständischen in den Bergregionen von Dagestan und Tschetschenien bekämpfte. Am 21. November 1942 wurde er zum Kommandeur der 44. Armee ernannt und am 18. Mai 1943 zum Generalleutnant befördert. Unter seiner Führung nahm die 44. Armee an der Schlacht im Kaukasus, an den Offensiven in Rostow, Donbass und an der Melitopoler Operation teil und befreite die Städte Woroschilowsk, Taganrog, Mariupol und Asow. Ende Oktober 1943 wurde die 44. Armee aus der Linie Zawadowka-Kachowka in die Frontreserve der Stawka zurückgezogen.
Am 9. November 1943 verirrte sich Chomenko mit seinem Artilleriechef und einer Gruppe von Offizieren mit seinem Fuhrpark im Raum Welike Lepeticha, 55 km südöstlich der Stadt Nikopol. Die Gruppe geriet unter deutschen Artilleriebeschuss, das Schicksal der vermissten Offiziere blieb einige Zeit unbekannt. Später wurde bekannt, dass General Chomenko dabei schwer verwundet in deutsche Gefangenschaft fiel und bald verstarb. Er wurde in Melitopol beigesetzt.
Auszeichnungen
- Rotbannerorden (21. Februar 1942, 10. Februar 1943)
- Kutusoworden 1. Klasse (28. Januar 1943)
- Orden des Roten Sterns (26. April 1940)